# 朝太郎伝
『朝太郎伝』（あさたろうでん）は、中島徳博による日本の漫画。『週刊少年ジャンプ』（集英社）において、1977年8号から1979年15号まで連載された。高知県を舞台とする「番長もの」の作品。中島の作品として挙げられる漫画である。

## 登場人物

### 主要人物
丹寅 朝太郎（たんどら あさたろう）
本作の主人公。海南中学一年生。

### 主要人物の関係者
丹寅 伝三（たんどら でんどう）
朝太郎の父親。
新照院 勘介（しんしょういん かんすけ）
元ヤクザ。朝太郎の良き理解者。
永井 久美子（ながい くみこ）
朝太郎に思いを寄せる女子高校生。「ポン太」という名前で芸妓をしている。当初は片思いだったが、後に許嫁になった。

### 黒流会
俵星 久鬼丸（たわらぼし くきまる）
高知県城西高校の組織「黒流会」の会長。
乾 喜一郎（いぬい きいちろう）
「黒流会」会長・俵星久鬼丸の右腕。
コッテ牛の政（コッテうしのまさ）
「黒流会」の番格。朝太郎に恩義を感じ、朝太郎の部下になるため「黒流会」を離脱する。

### ひょうたん会
ドテラの影麿（ドテラのかげまろ）
「ひょうたん会」の会長。家では育児や家事を行っており主夫をしている。

### 俄組
俄 大介（にわか だいすけ）
高知県の極道「俄組」の二代目組長。「黒流会館」を手に入れようと狙っている。

### 夜叉神会
采女 勘十郎（うねめ かんじゅうろう）
大阪の学生を束ねる「夜叉神会」の会長。

## 用語
海南中学校
丹寅朝太郎たちが通う中学校。

## 書誌情報
- 中島徳博『朝太郎伝』集英社〈ジャンプ・コミックス〉、全11巻 - 初版にISBNなし
  1. 「どチビの意気!の巻」1978年7月初版発行[4]
  2. 「朝太郎炎上!?の巻」1978年10月初版発行[5]
  3. 「久鬼丸決別の巻」1978年12月初版発行[6]
  4. 「久鬼丸再登場!の巻」1979年3月初版発行[7]
  5. 「青春のかたちの巻」1979年6月初版発行[8]
  6. 「男を磨く!の巻」1979年7月初版発行[9]
  7. 「さらば久鬼丸!の巻」1979年9月初版発行[10]
  8. 「朝太郎立つ!!の巻」1979年10月15日初版発行[11]
  9. 「泥んこ勝負の巻」1979年12月初版発行[12]
  10. 「土佐の暗雲の巻」1980年4月初版発行[13]
  11. 「新たなる旅の巻」1980年7月15日初版発行[14]
- 中島徳博『朝太郎伝』ホーム社〈ジャンプコミックスセレクション〉、全7巻
  1. 「どチビの意気!の巻」1987年10月初版発行[15]、ISBN 4-8342-1101-0
  2. 「朝太郎立つ!の巻」1987年11月初版発行[16]、ISBN 4-8342-1102-9
  3. 「青春のかたちの巻」1987年12月初版発行[17]、ISBN 4-8342-1103-7
  4. 「男を磨く!の巻」1988年1月初版発行[18]、ISBN 4-8342-1104-5
  5. 「男修行の旅の巻」1988年2月初版発行[19]、ISBN 4-8342-1105-3
  6. 「土佐の暗雲の巻」1988年3月初版発行[20]、ISBN 4-8342-1106-1
  7. 「新たなる旅の巻」1988年4月初版発行[21]、ISBN 4-8342-1107-X